# Сиро, Касамацу
Касамацу Сиро (яп. 笠松 紫浪, Kasamatsu Shirō,11 января 1898 — 14 июня 1991) — японский художник-гравёр. Известен своим работами в стилях ксилографии Син-Ханга и Сосаку-Ханга.

## Биография
Родился в Токио. С 13 лет учился у художника Кабураге Кийокаты, традиционного мастера техники бидзинга, от которого и получил псевдоним «Сиро» (紫浪). Касамацу занимался пейзажами, а с 1919 сотрудничал с Сёдзабуро Ватанабэ. Почти все его работы были уничтожены в пожаре, вызванном крупным землетрясением Канто в 1923-м году.
В 1940-х годах Сёдзабуро Ватанабэ выпустил альбом который содержал около 50 принтов Касамацы. В 1950-х годах художник начал сотрудничество с киотским издательством Унсодо. К 1960 году успел выполнить для них около 102 гравюр. В это же время он начал работать в жанре сосаку-ханга.

## Галерея

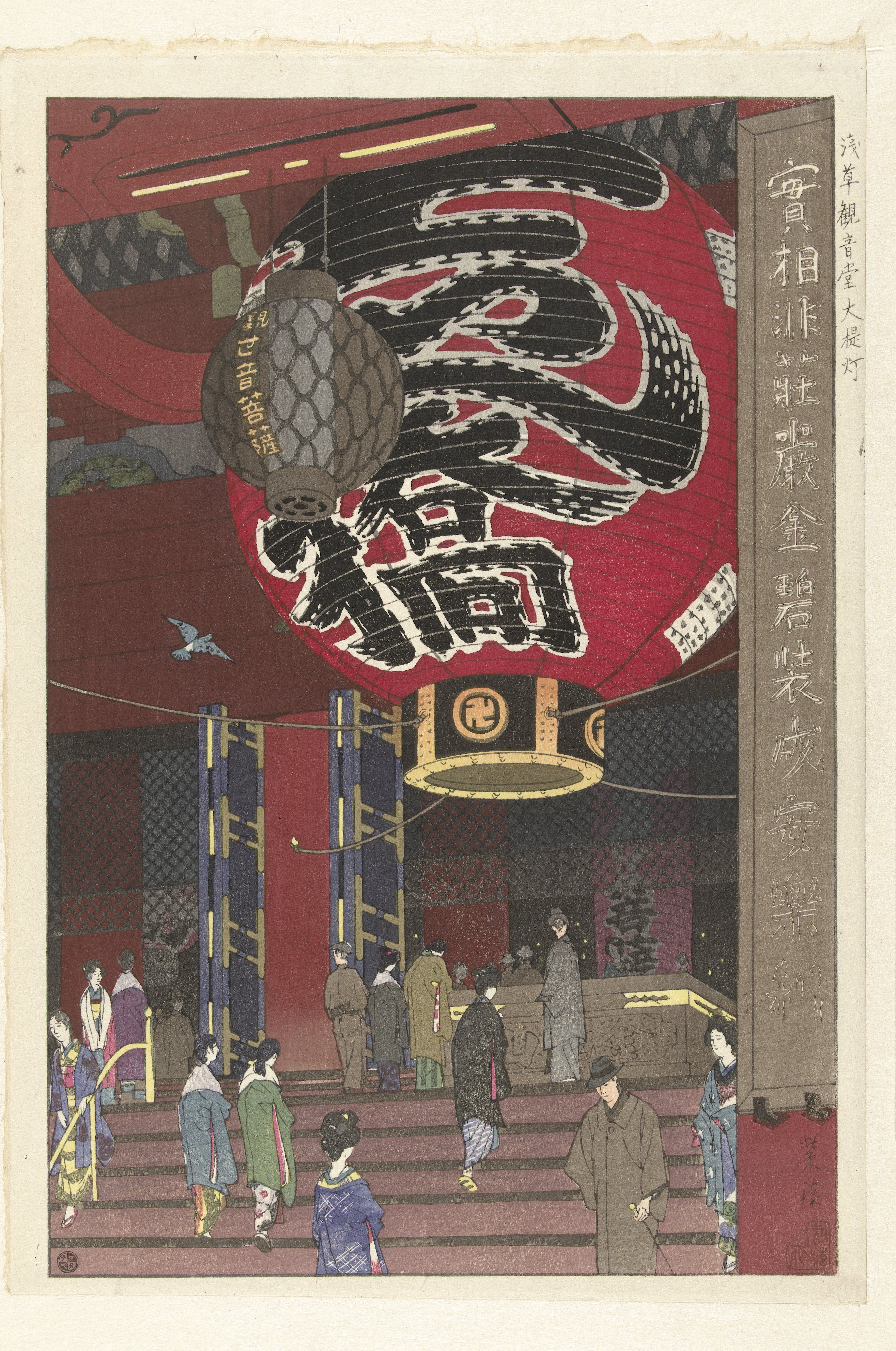
Большой фонарь храма Каннон в Асакусе, 1934 г.
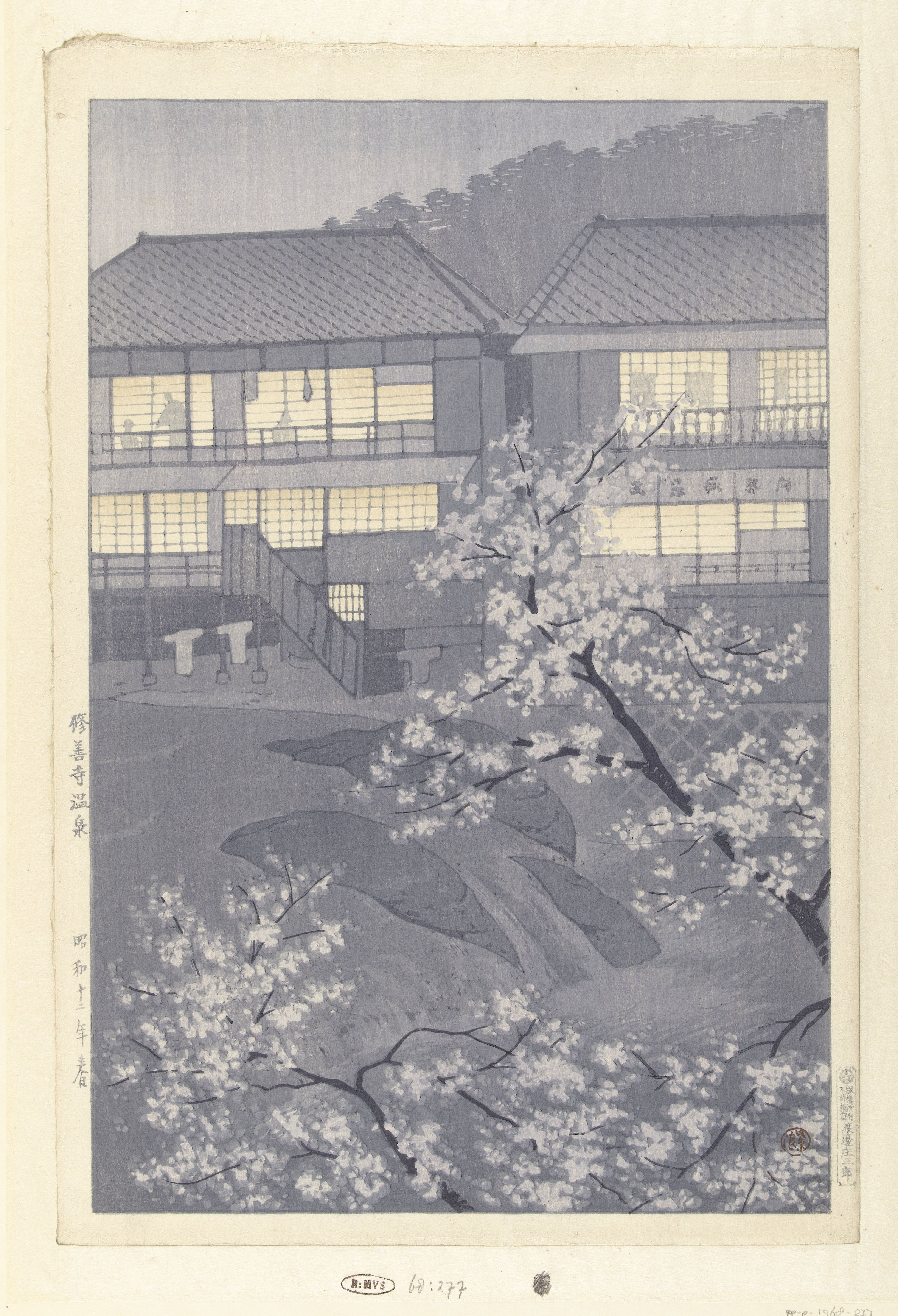
Горячие источники Сюдзэндзи онсэн, 1937 г.
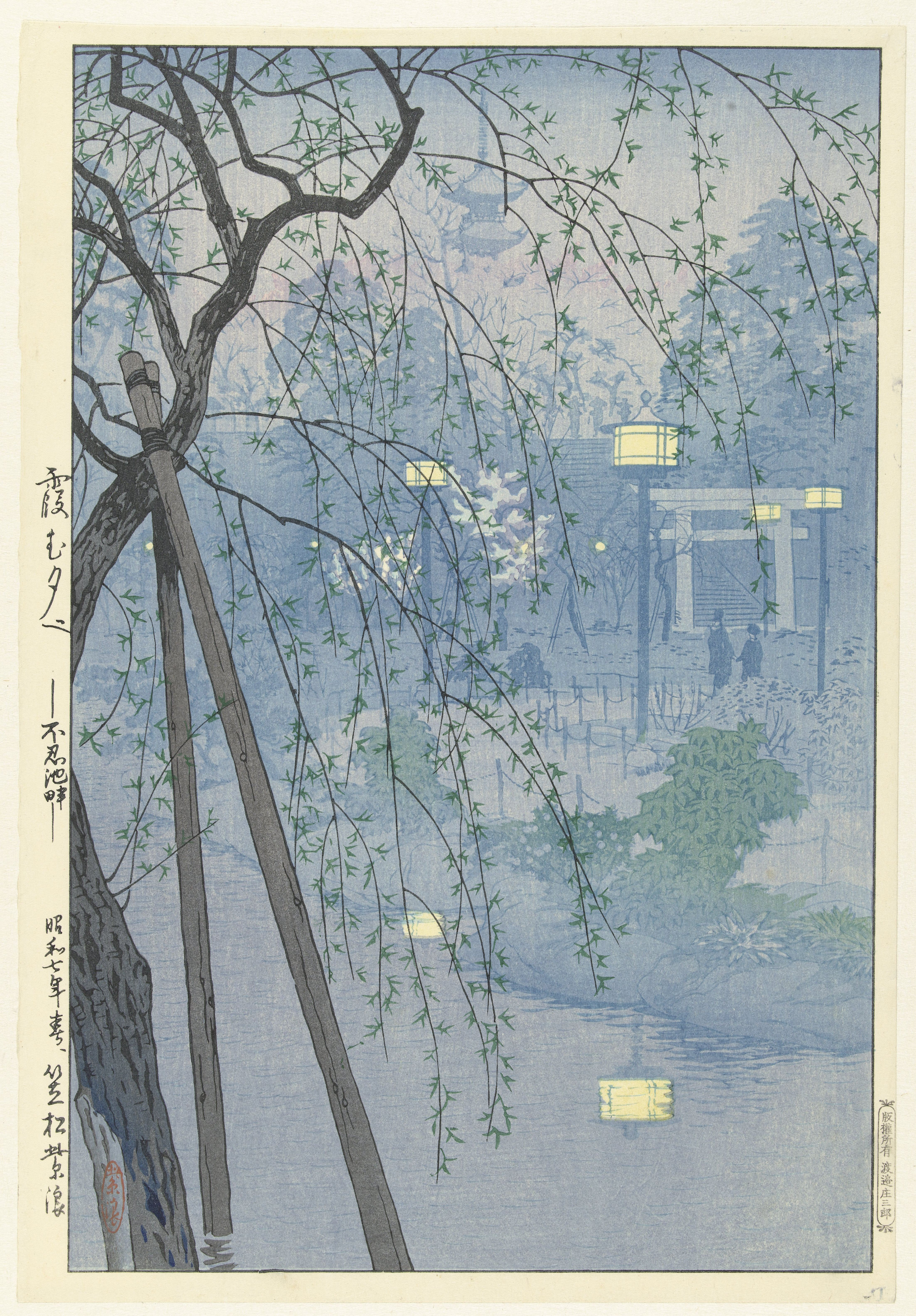
Берег пруда Синобадзу туманным вечером, 1932 г.